# 米爾福德 (喬治亞州)
米爾福德（英語：Milford）是位於美國喬治亞州貝克縣的一個非建制地區。該地的面積和人口皆未知。

## 地理
米爾福德的座標為31°22′54″N 84°32′36″W / 31.38167°N 84.54333°W，而該地的平均海拔高度為55米（即180英尺）。